# 多珂神社
多珂神社（たかじんじゃ）は、福島県南相馬市原町区にある神社。式内社（名神大社）論社で、旧社格は県社。

## 祭神
- 伊邪那伎命
相馬藩内の郷土史資料である『奥相志』によれば、伊邪那伎命の荒魂である「多珂荒御魂命」を祀るとする。

神体は往古から拝観を拒まれているため不明。「鷹の像」ではないかという説があるが、この鷹の像は、社伝にある「白符の鷹」が神体であると誤って伝わったものだとされている。

## 歴史

### 概史
多珂神社は、陸奥国行方郡に鎮座する延喜式内社八座（多珂神社、鹿島御子神社、御刀神社、益多嶺神社、日祭神社、高座神社、冠嶺神社、押雄神社）の首座にある。「多賀神社」の名を持つ神社の中で、全国で唯一の名神大社の位が与えられている神社であり、東北地方の多賀神社は、当社を根源とするものだという。
由緒は不詳だが、創建は景行天皇40年に、東征のためにこの地を訪れた日本武尊により、戦勝祈願のために勧請されたと伝えられる。現在の鎮座地の北西にある古内地区には太田川が流れており、そこには「大明神河原」という場所があるという。往古の社地は大明神河原の南の丘陵地にあったと伝わる。仲哀天皇7年2月、暴風雨により社殿が流されて大破し、近くの太田川の岸辺に漂着した。同年9月に芦野平（現在の鎮座地である城ノ内）に遷座した。
康暦2年(1380年)には藤原吉守寄進の銘がある鰐口があり、本殿内陣に掛けられているという。承応四乙巳年(1655年)4月から明暦元年(同年)には宮祠を修復し、相馬忠胤が木材を寄進した。元禄年間には相馬昌胤が崇敬する吉田神道の神殿である「養真殿」を城内に建立、その際に故あって多珂神社へ「白符の鷹」の像を彫刻して奉納した。この「白符の鷹」の木像は厨子に納めて保管されていると伝わる。現在も「白符の鷹像」は社宝として本殿内に安置されており、社伝によれば「白符の鷹」という名称は、一見すると普通の木像だが、羽根の部分が光の当たり具合により白く見えるということから名付けられたという。
享保9年（1724年）に、相馬昌胤が社田1石9斗余を寄進するなど、歴代相馬藩主からも篤い崇敬を受けた。
明治6年(1873年)に郷社に指定、昭和19年(1944年)には県社へと定められた。
多珂神社は、古来より延命長寿・願望成就・家内安全・安産成就・海上安全・大漁満足などの御神徳があるとされるが、戦勝祈願のために勧請されたという由緒があるため、特に選挙での必勝祈願に訪れる崇敬者が多いという。

### 神階
- 延暦15年（796年）10月22日、従五位下 （『日本後紀』） - 表記は「多賀神」

## 境内

### 社殿

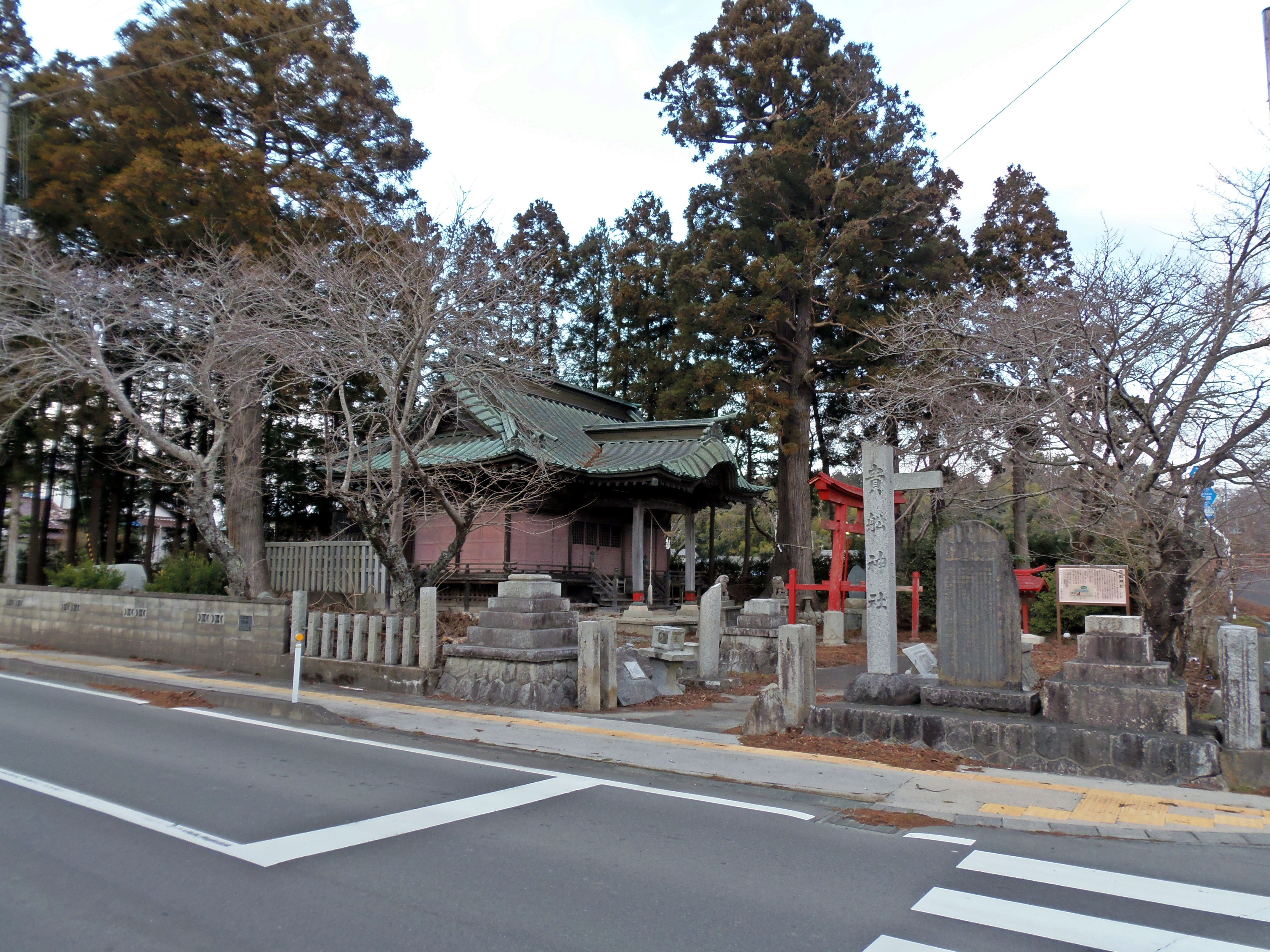
境内
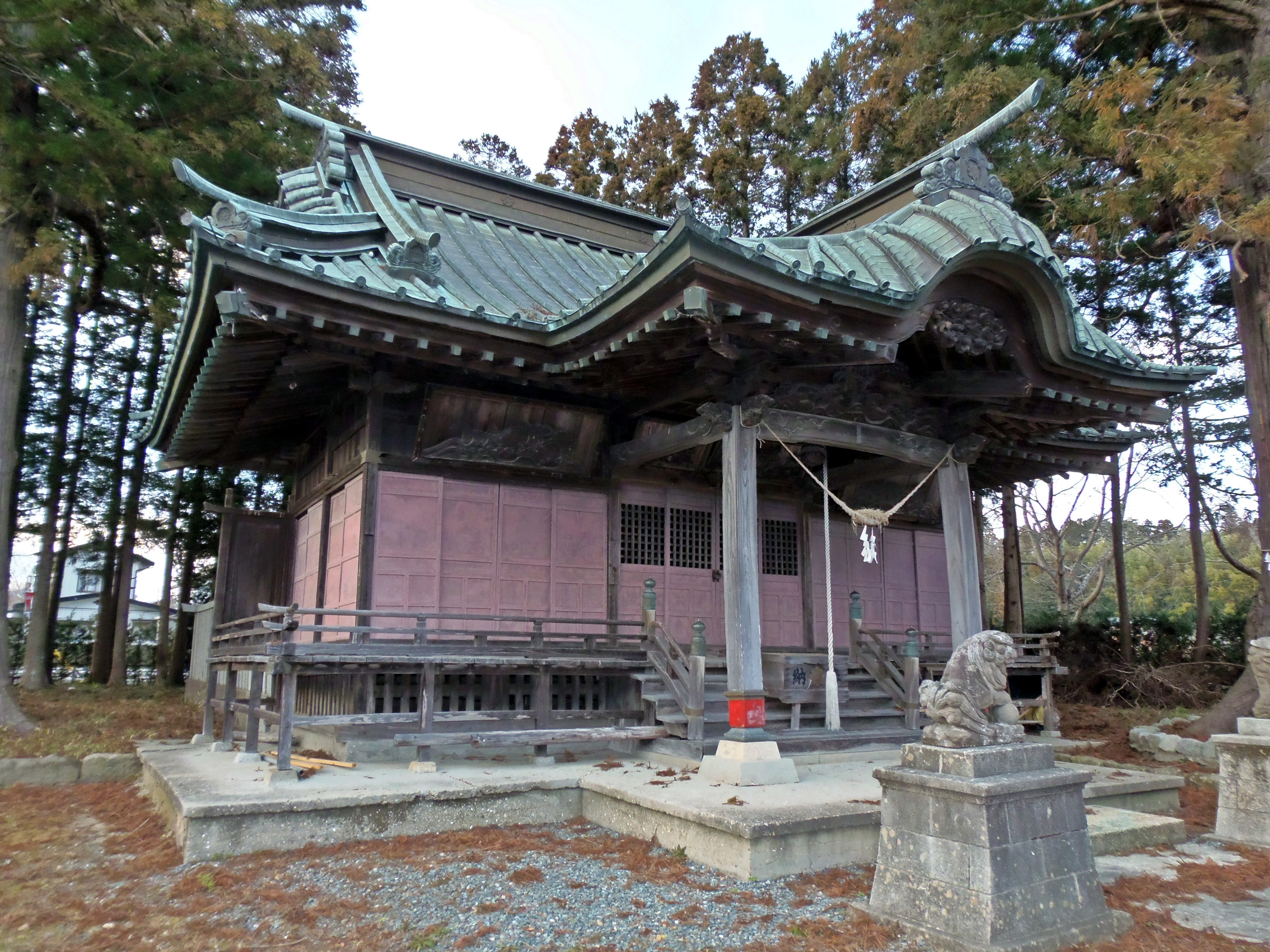
拝殿
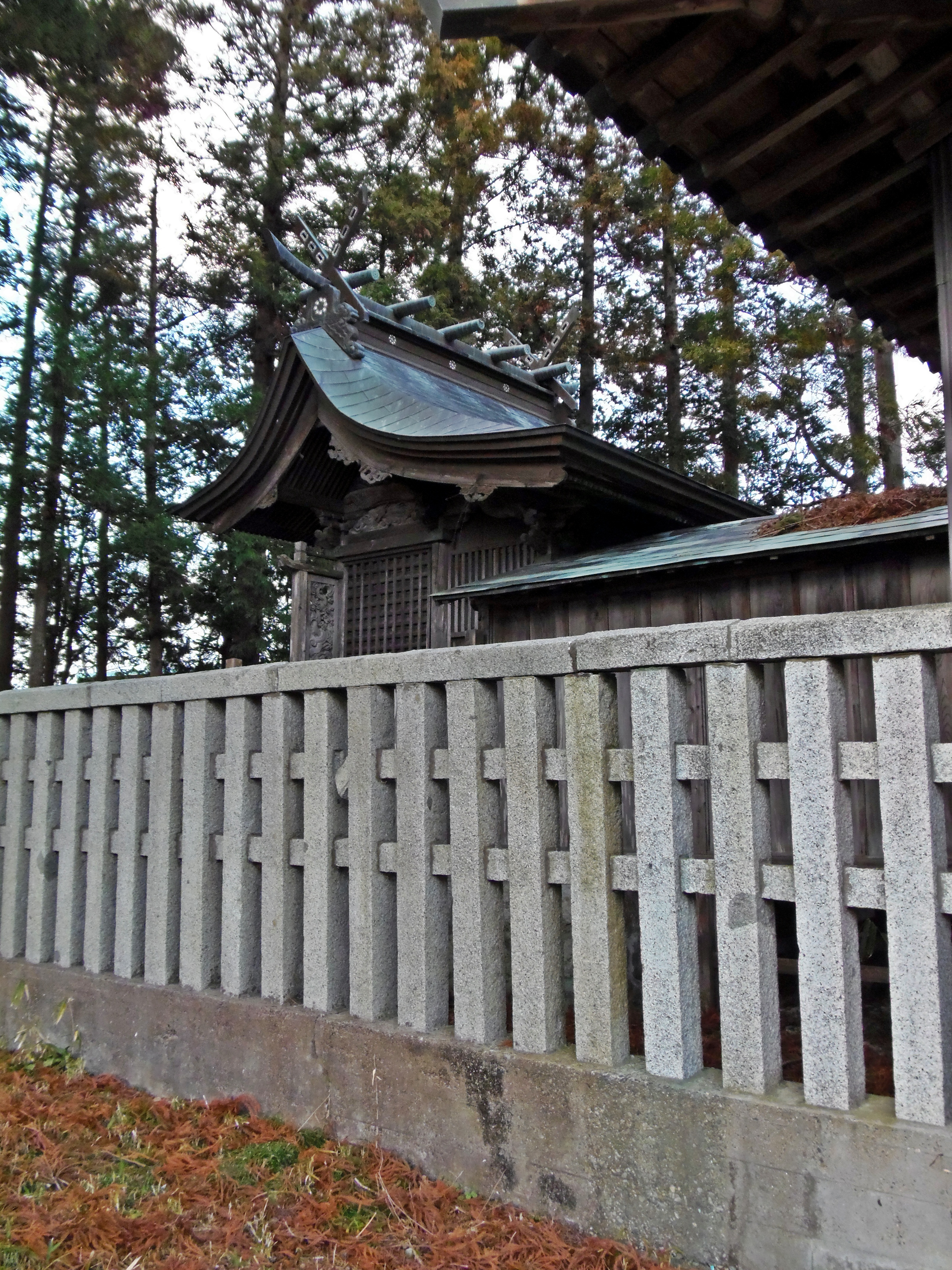
本殿 - 一間社流造で、脇障子・勾欄付き。脇障子の部分には龍の彫刻がされている。

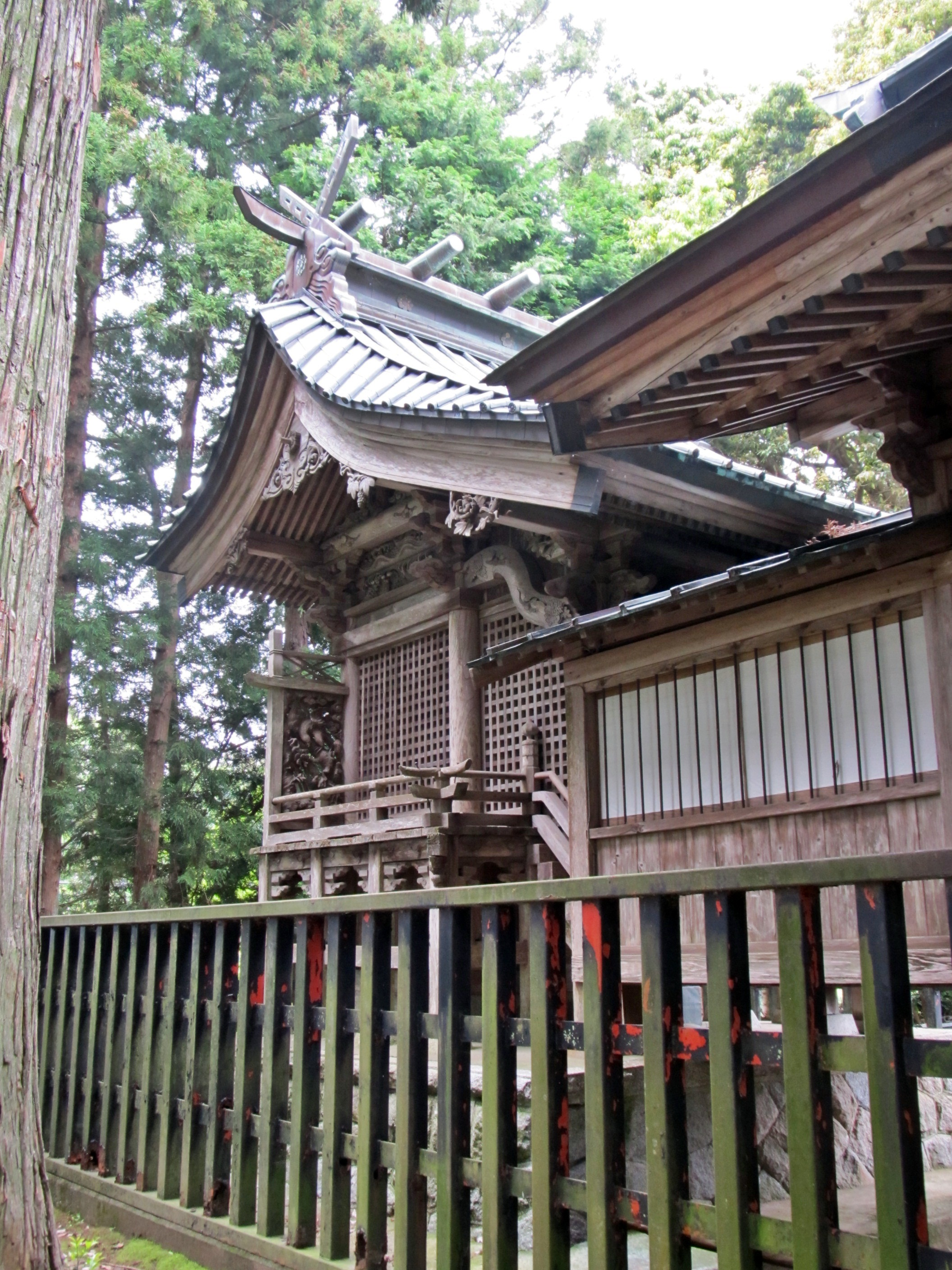
本殿
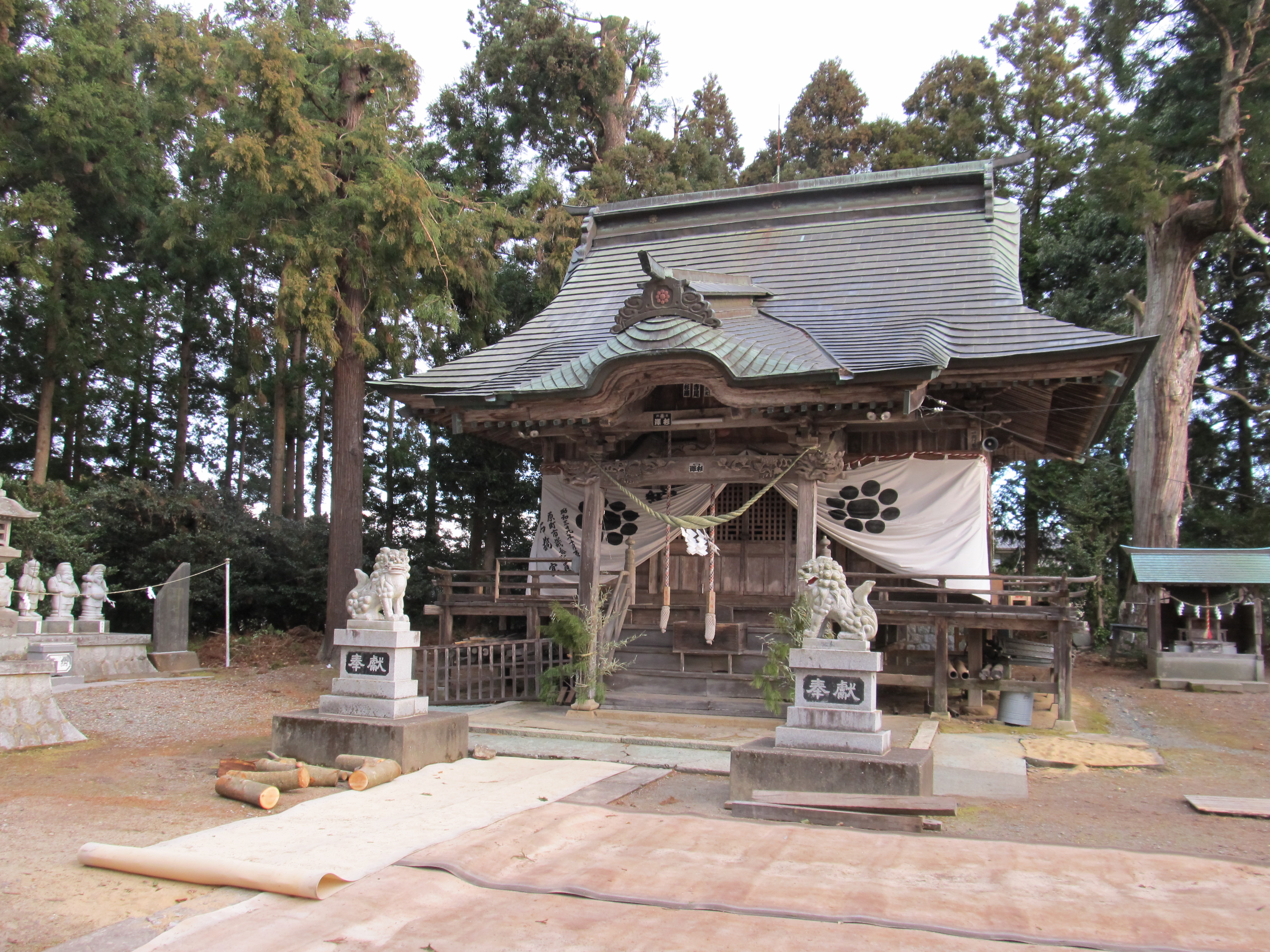
拝殿

幣殿内部
幣殿の格子天井には動植物や人物などの彩色絵画が施されている。また、正月三が日の期間のみ幣殿の本殿御扉前に護摩壇が設置され、そこで護摩祈祷が執り行われる。護摩祈祷では、神札や授与品などを直接護摩の炎にかざしての祈願が行われる。

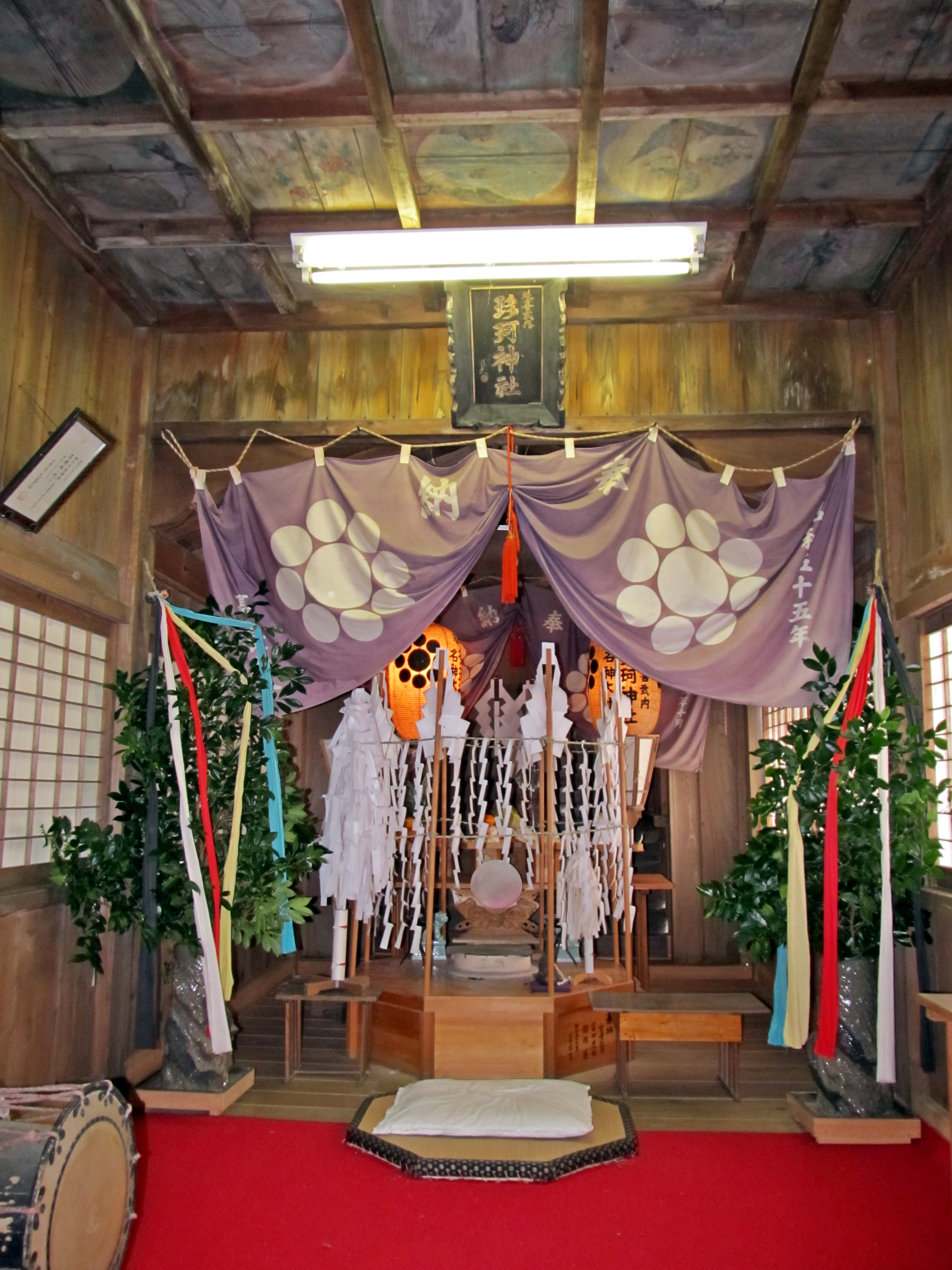
幣殿内部
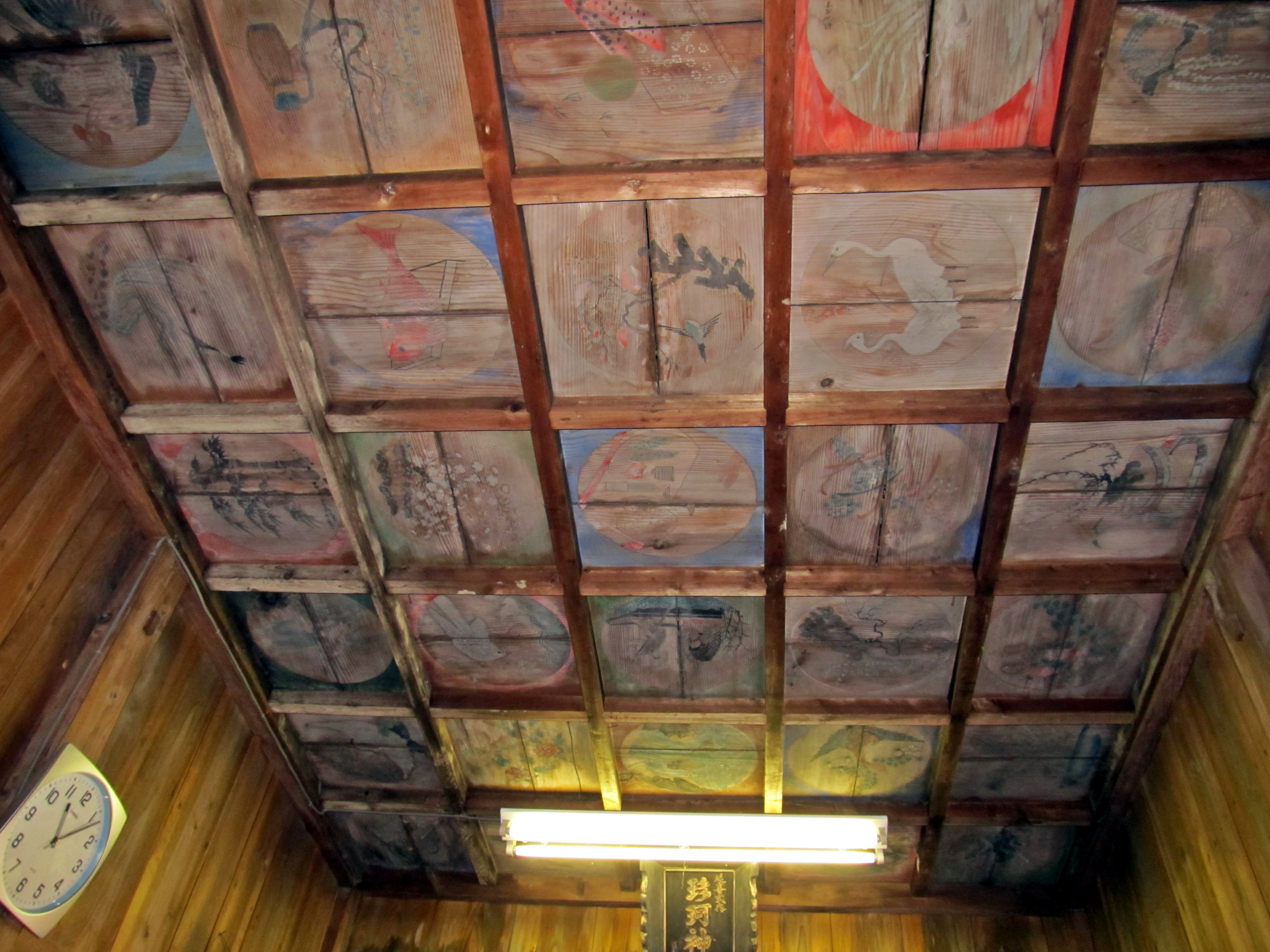
幣殿格子天井の絵画 写真奥が本殿御扉側。
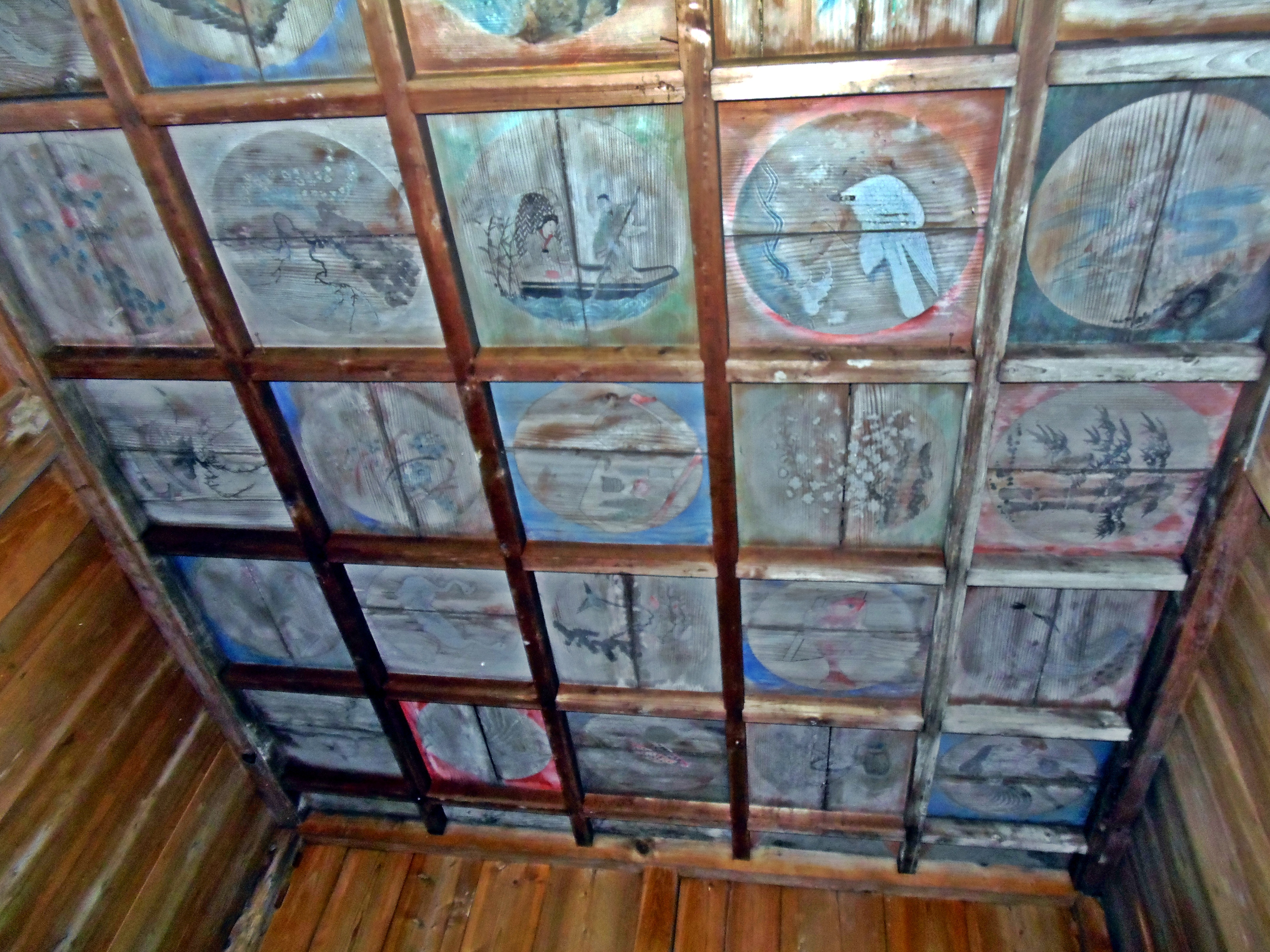
幣殿格子天井の絵画 写真奥が幣殿入口。
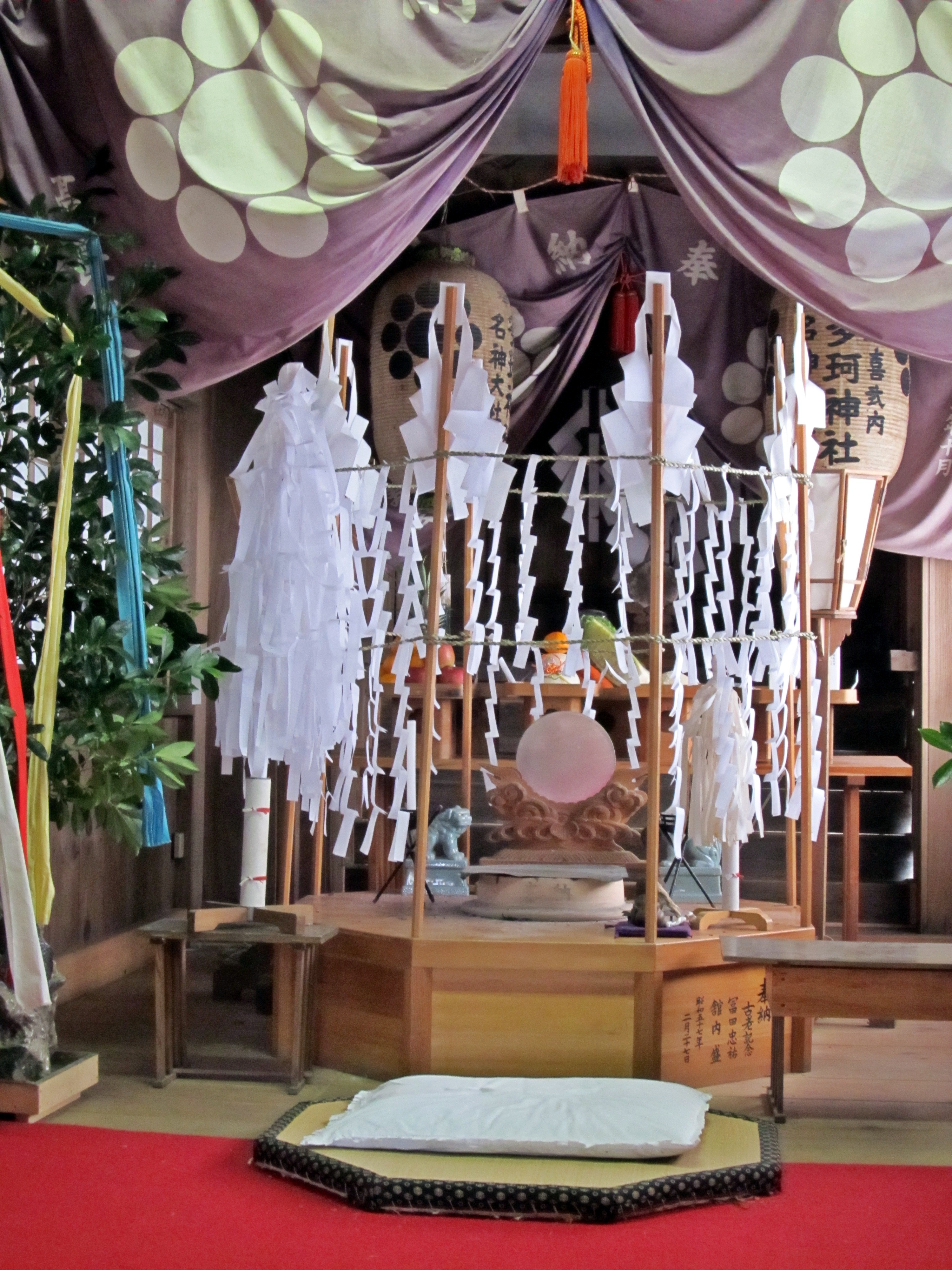
多珂神社の護摩壇 正月期間のみ「ノデッポウ」と呼ばれる木を護摩木として使い護摩祈祷が行われる。

拝殿内部
拝殿内には、「伊弉諾尊と伊弉冉尊の絵馬」や「鷹」の絵画、明治38年に日露戦争での旅順陥落を記念して奉納された「国家鎮護」の額などが納められている。

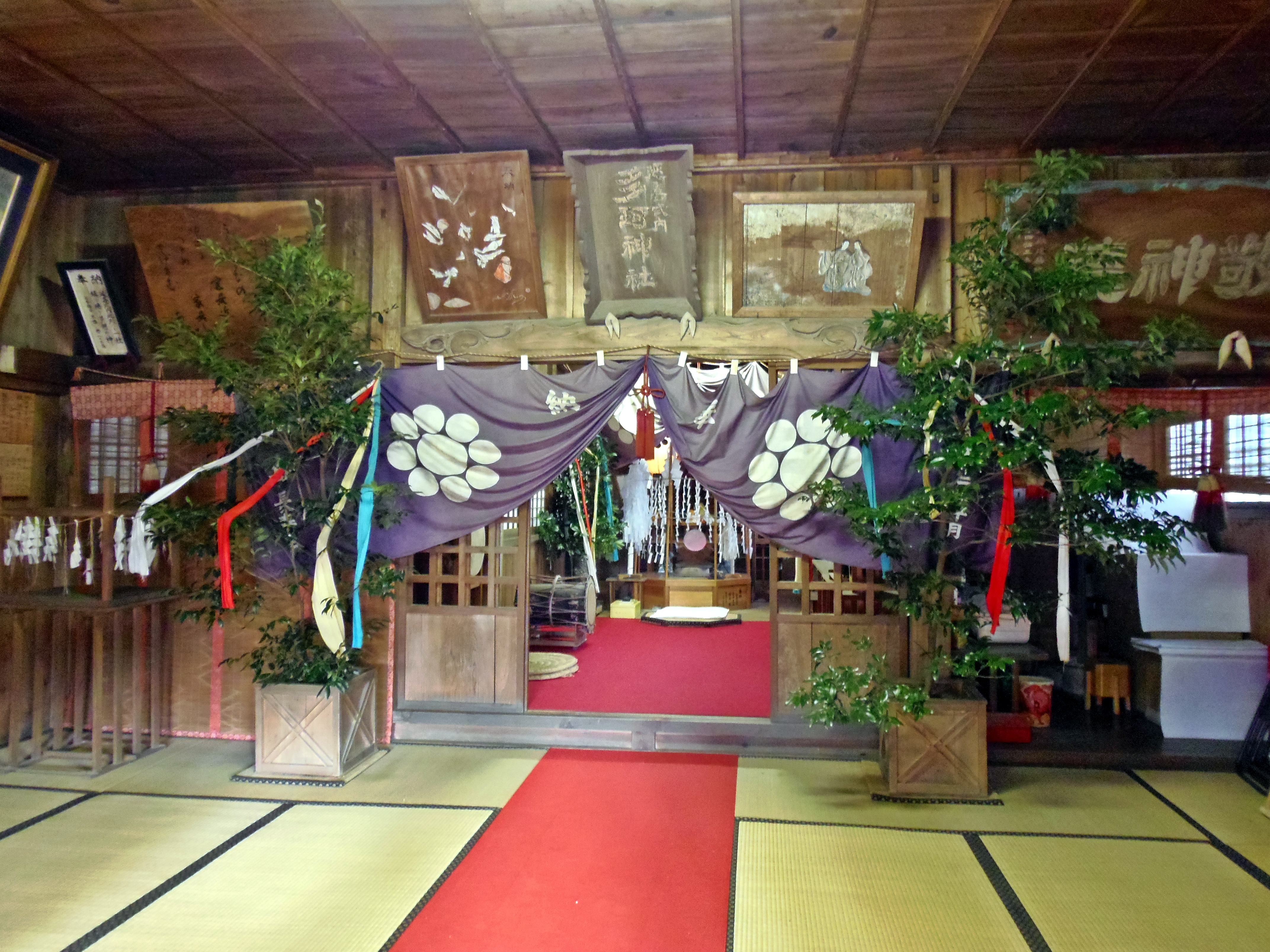
拝殿内部
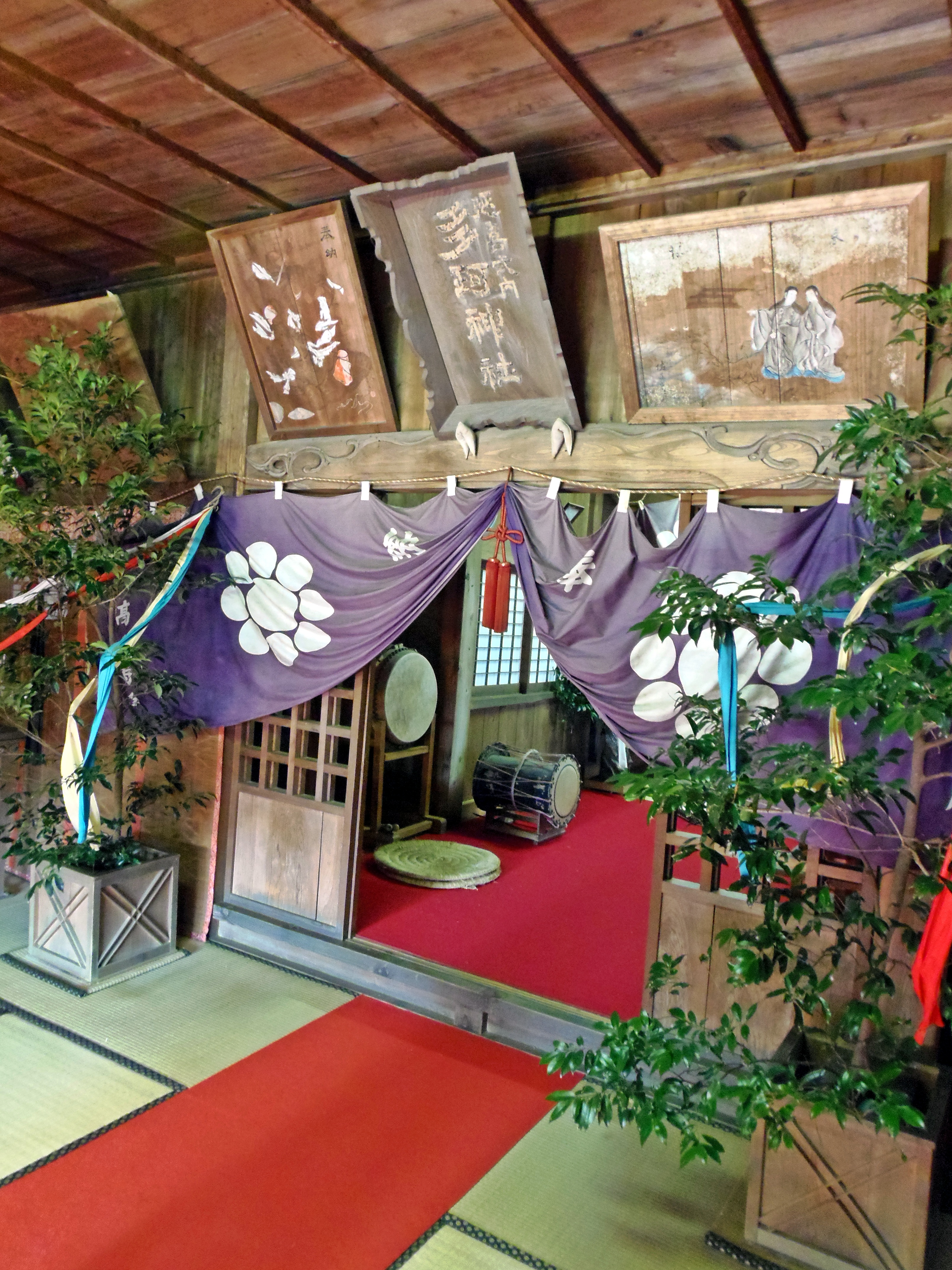
拝殿内部・幣殿入口
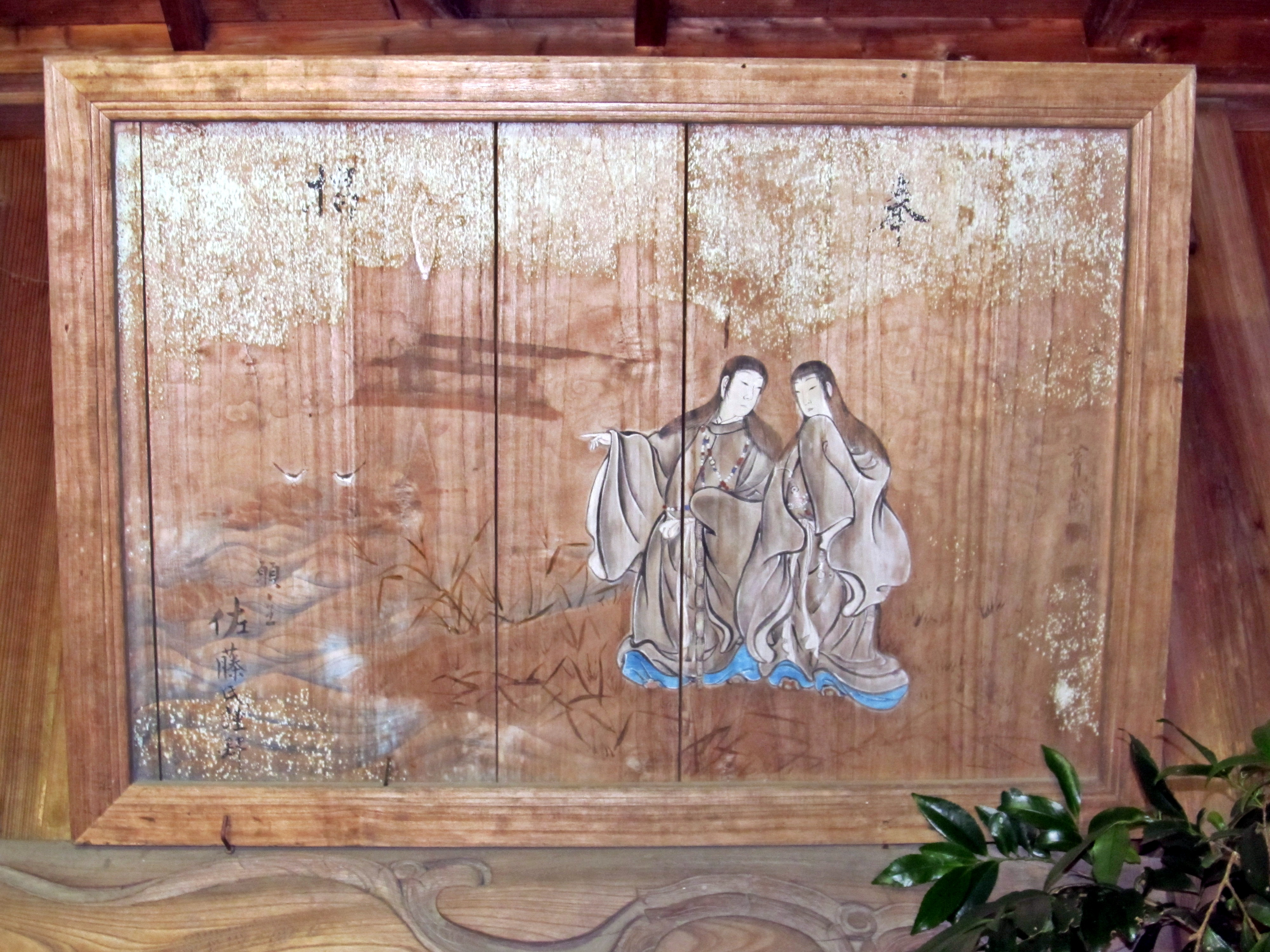
伊弉諾尊と伊弉冉尊の絵馬
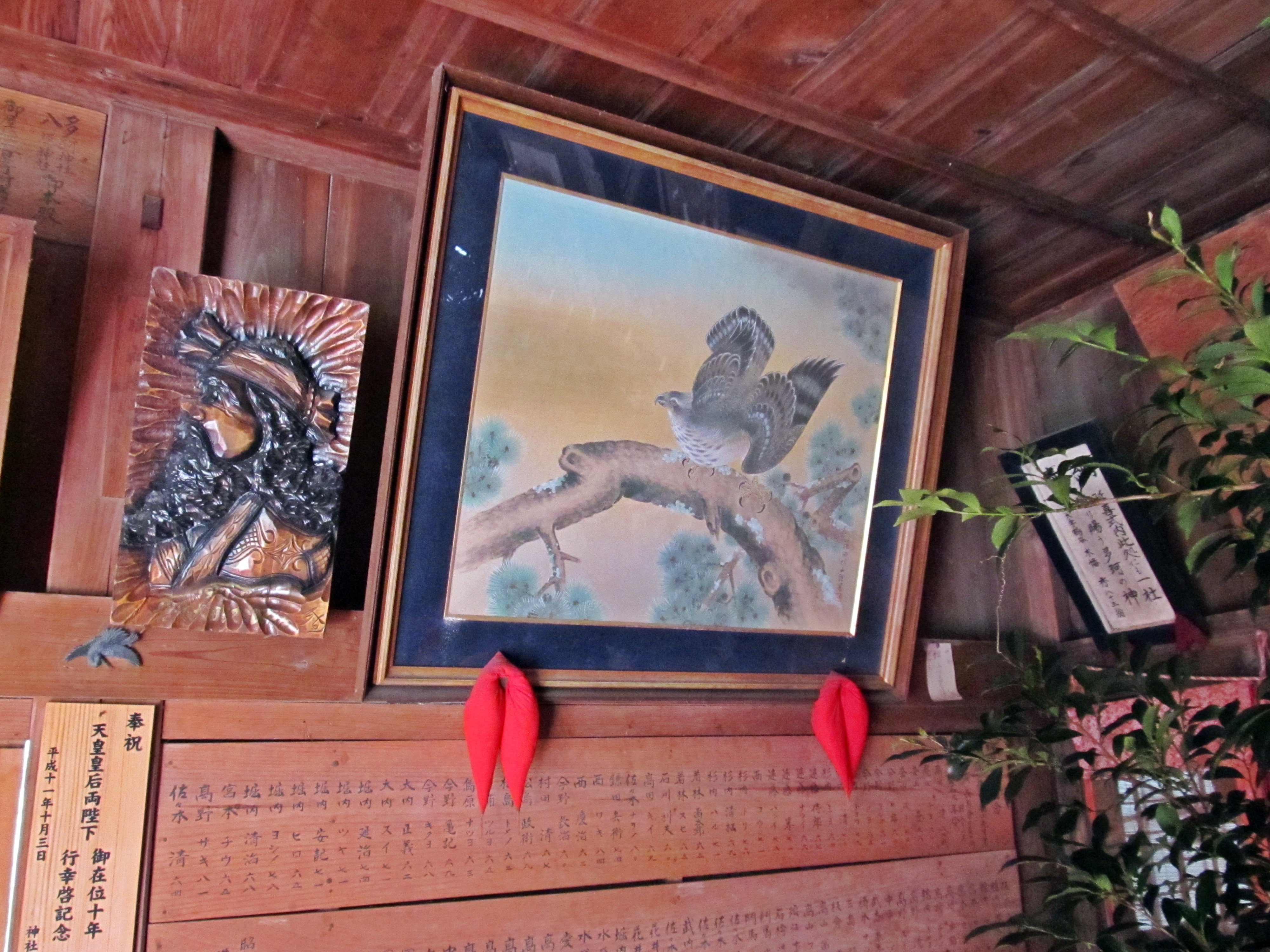
鷹の絵画 別名「鷹大明神」と呼ばれるため鷹の絵が多く奉納されている。
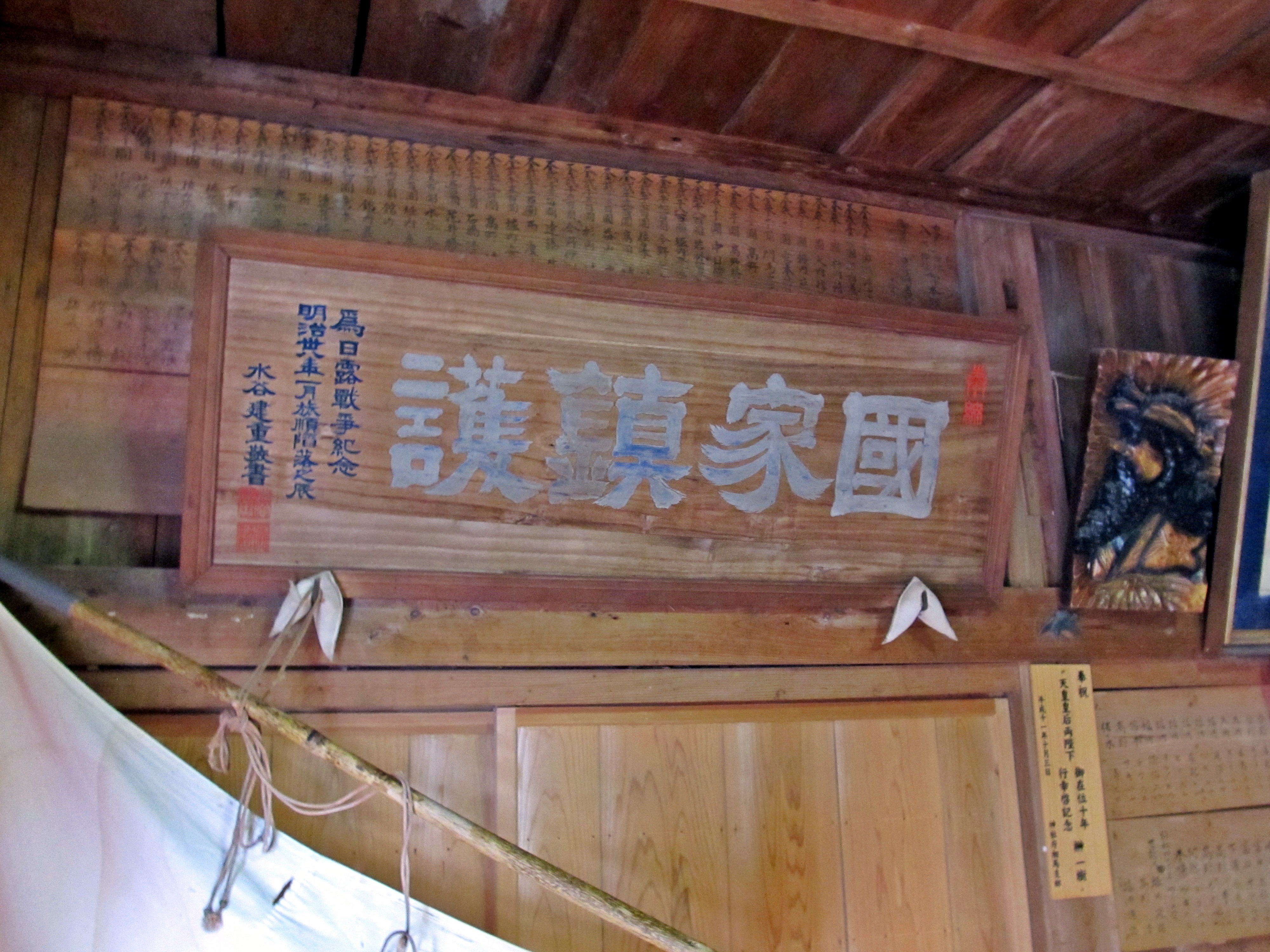
「国家鎮護」祈願額

### その他建造物
- 七福神の石像
- 本殿背後の神木のそばには、神仏習合時代にあった仏像が置かれている。

### 参道
参道には神池があり、中央の小島には子牛田山津見神社の小祠と金毘羅神社の石碑が鎮座している。第一鳥居は、磐城太田駅の南東、常磐線の線路沿いに立つ。

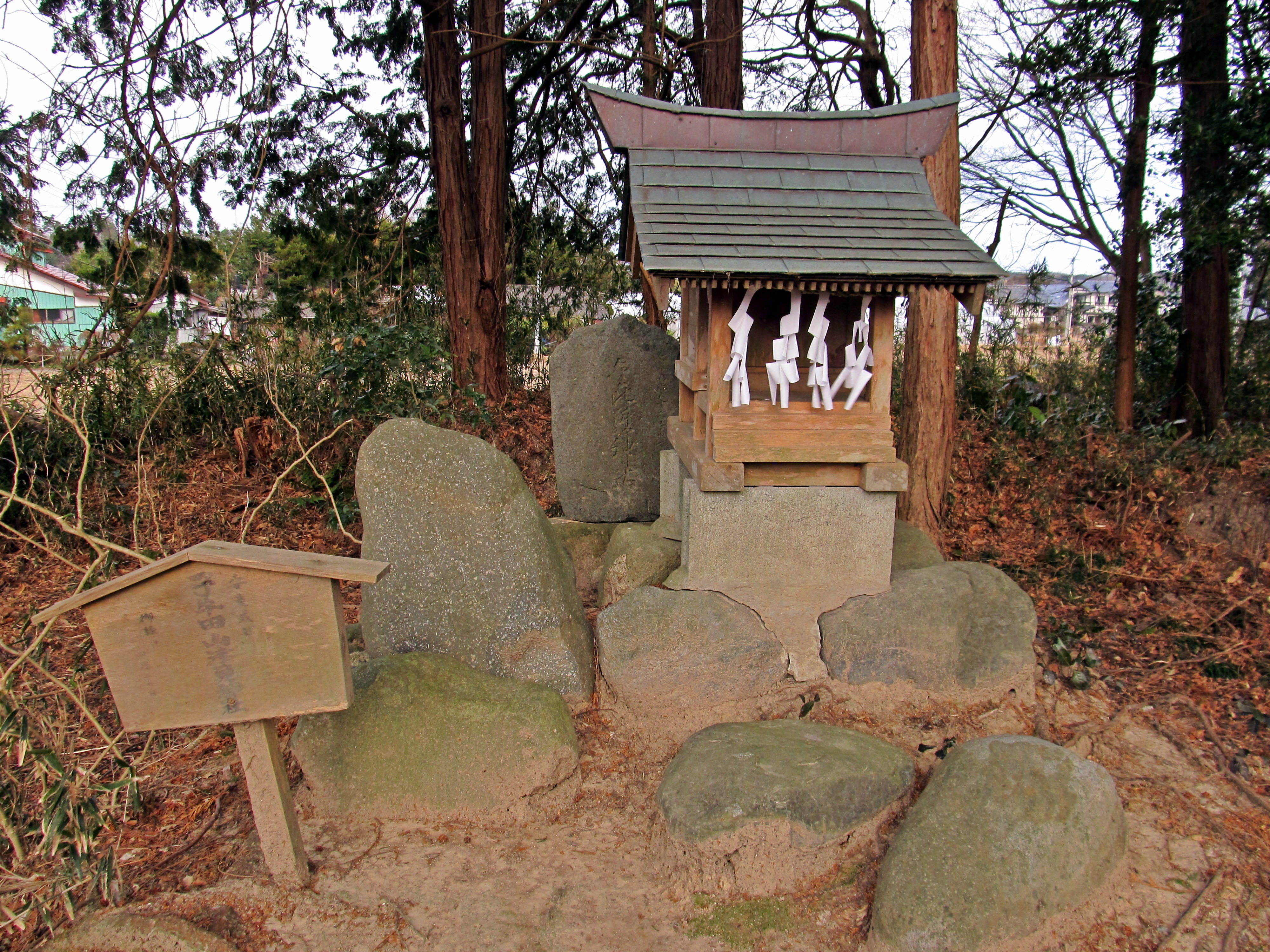
子牛田山津見神社の小祠・金毘羅神社石碑
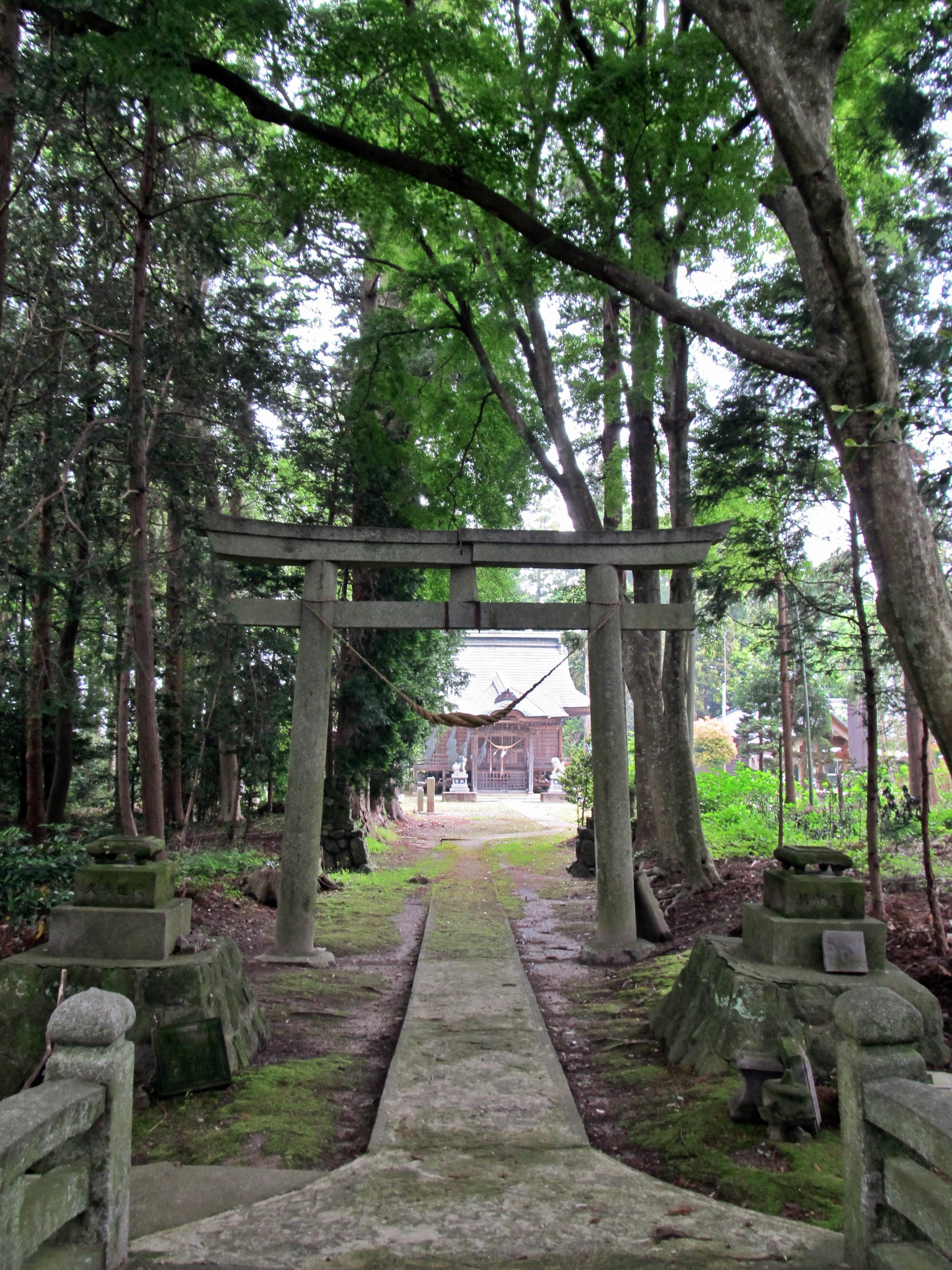
参道
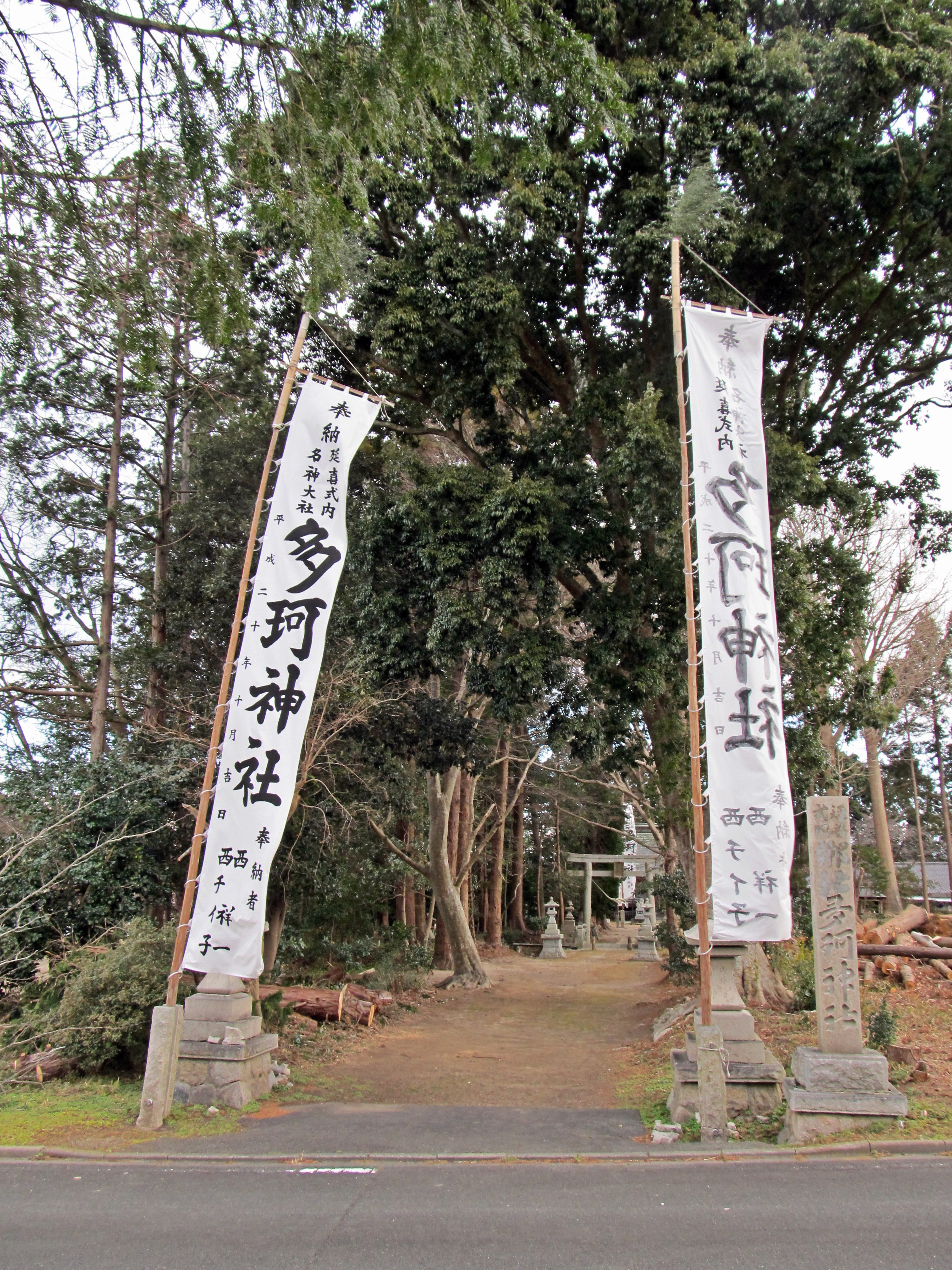
多珂神社参道入口
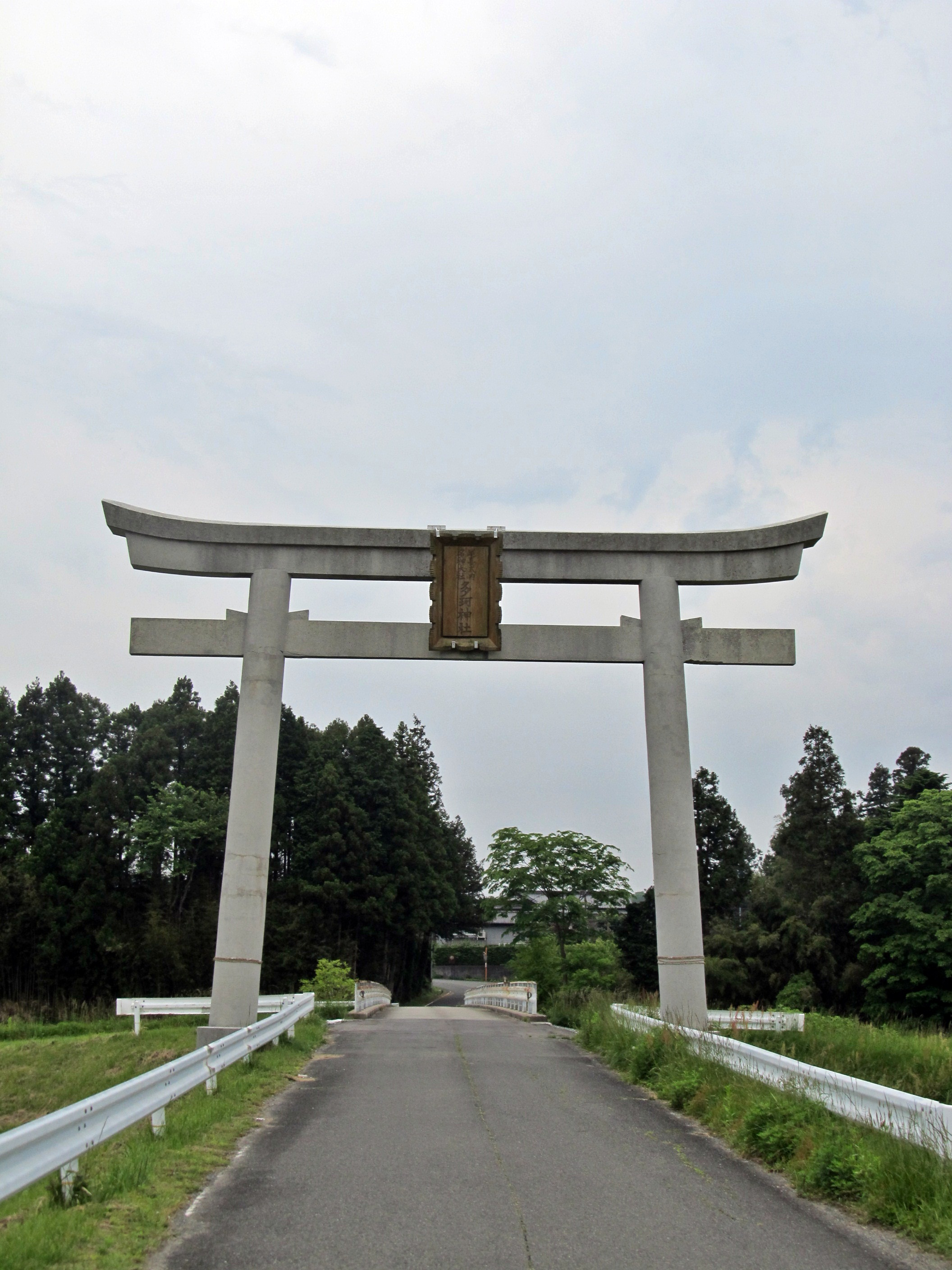
第一鳥居

## 摂末社
- 八坂稲荷神社
社殿は多珂神社の旧本殿を流用したもので、社殿の中には八坂神社と稲荷神社が納められている。八坂神社は以前は牛頭天王社と呼ばれており、現在の鎮座地である城ノ内地区に鎮座していた。『奥相志』の記録によれば、八坂神社の神体の長さは7寸である。稲荷神社は現在の鎮座地から南東の御稲荷地区にあったものを八坂神社へ合祀したという。
社殿東側には、御神木の杉の木と雷神社、青麻大権現（青麻神社）石碑がある。
- 雷神社
神体の長さは7寸と記録にある。
- 青麻大権現（青麻神社）石碑
祭神は天照大御神、月読神、天御中主神。宮城県仙台市宮城野区岩切の青麻神社から勧請されたものである。

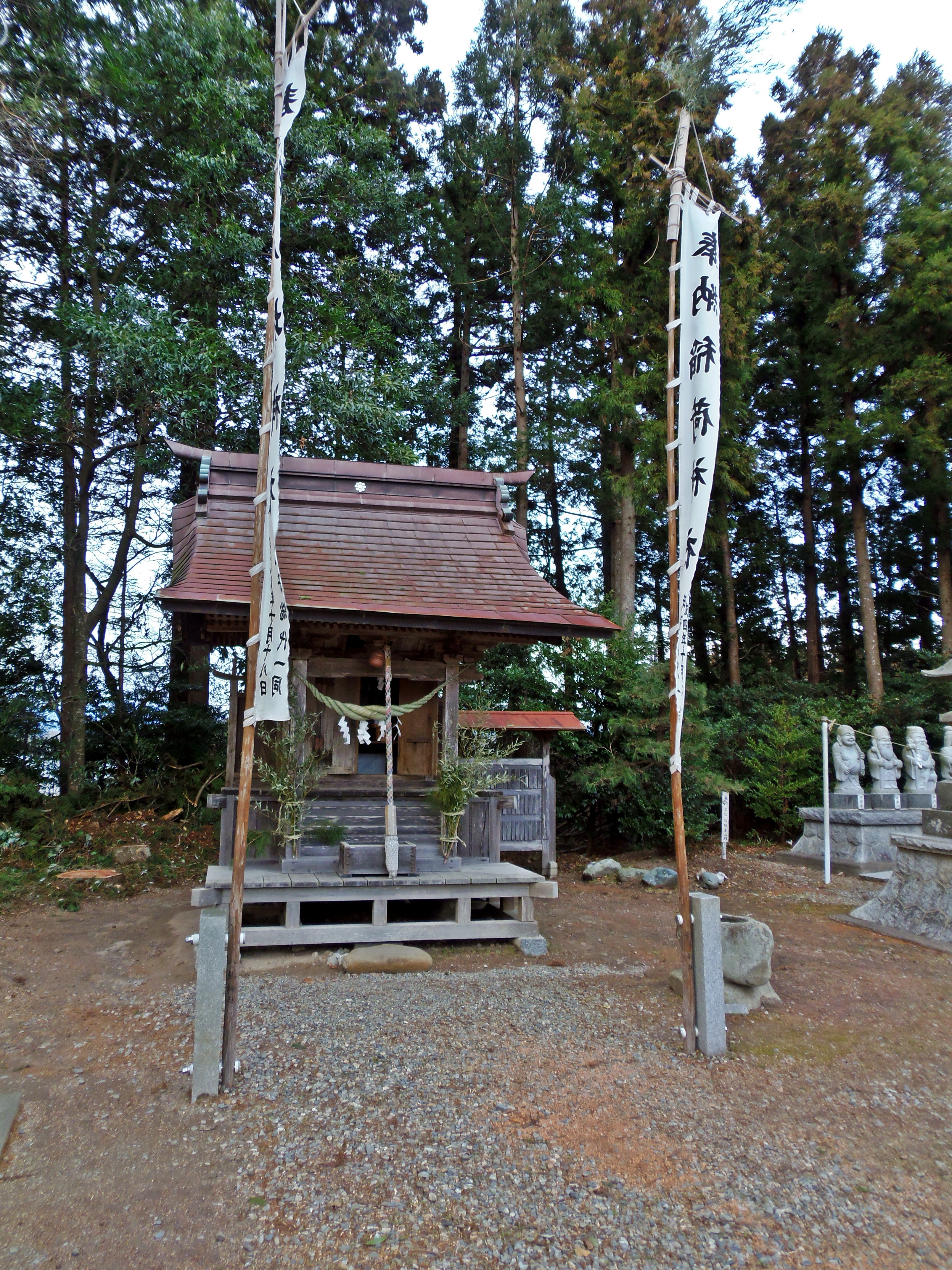
八坂稲荷神社（多珂神社旧本殿）
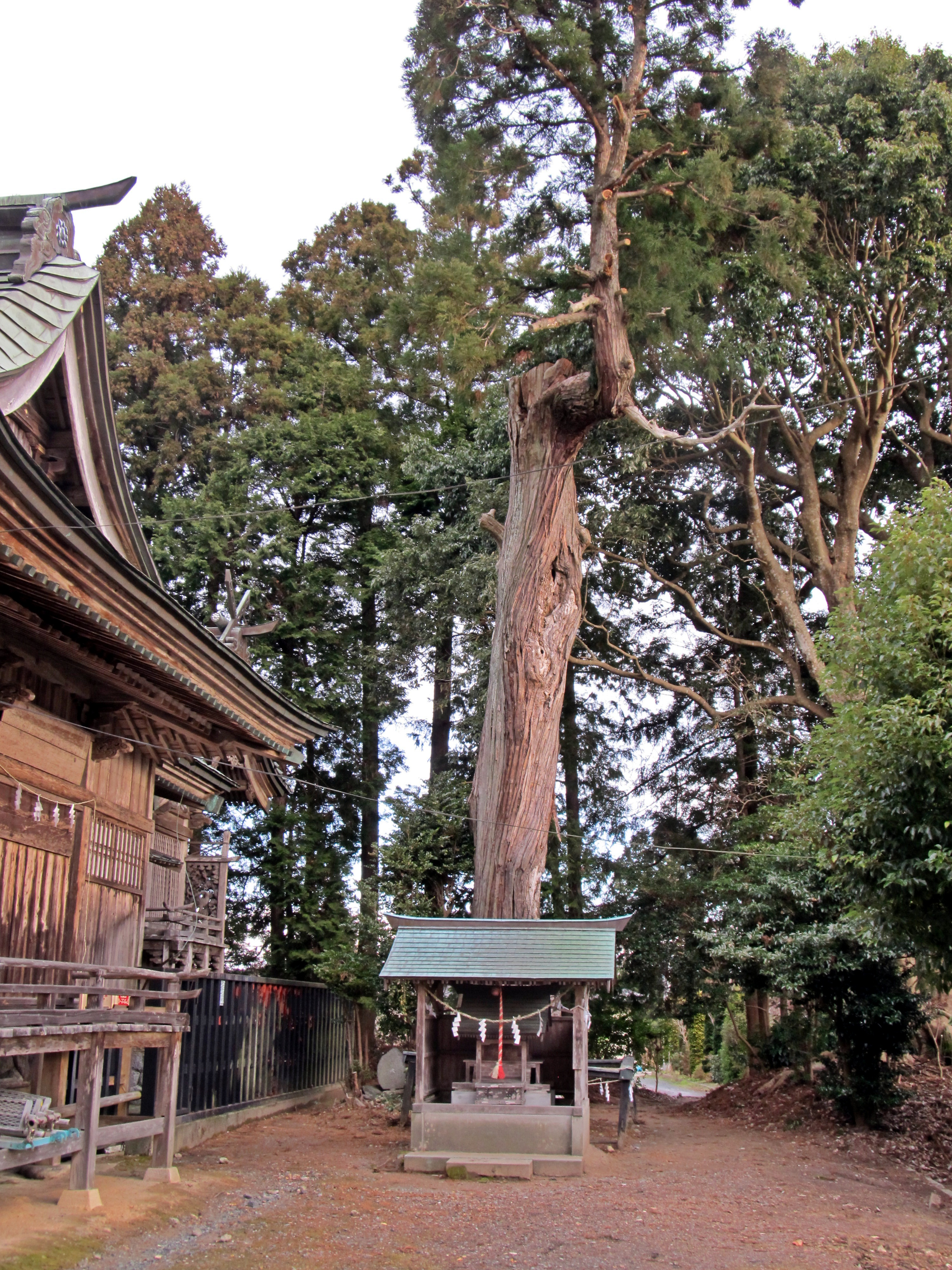
神木と雷神社
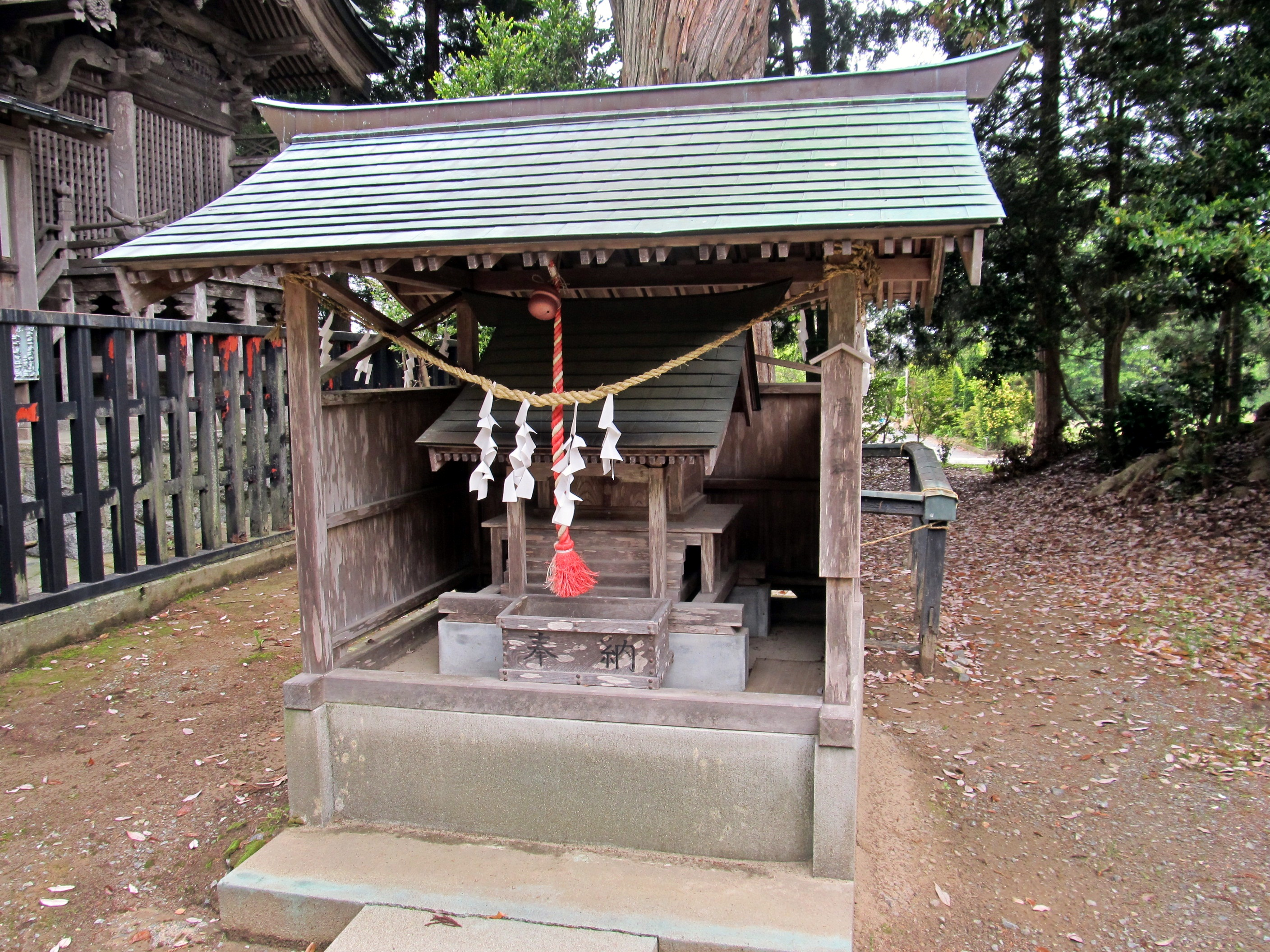
雷神社
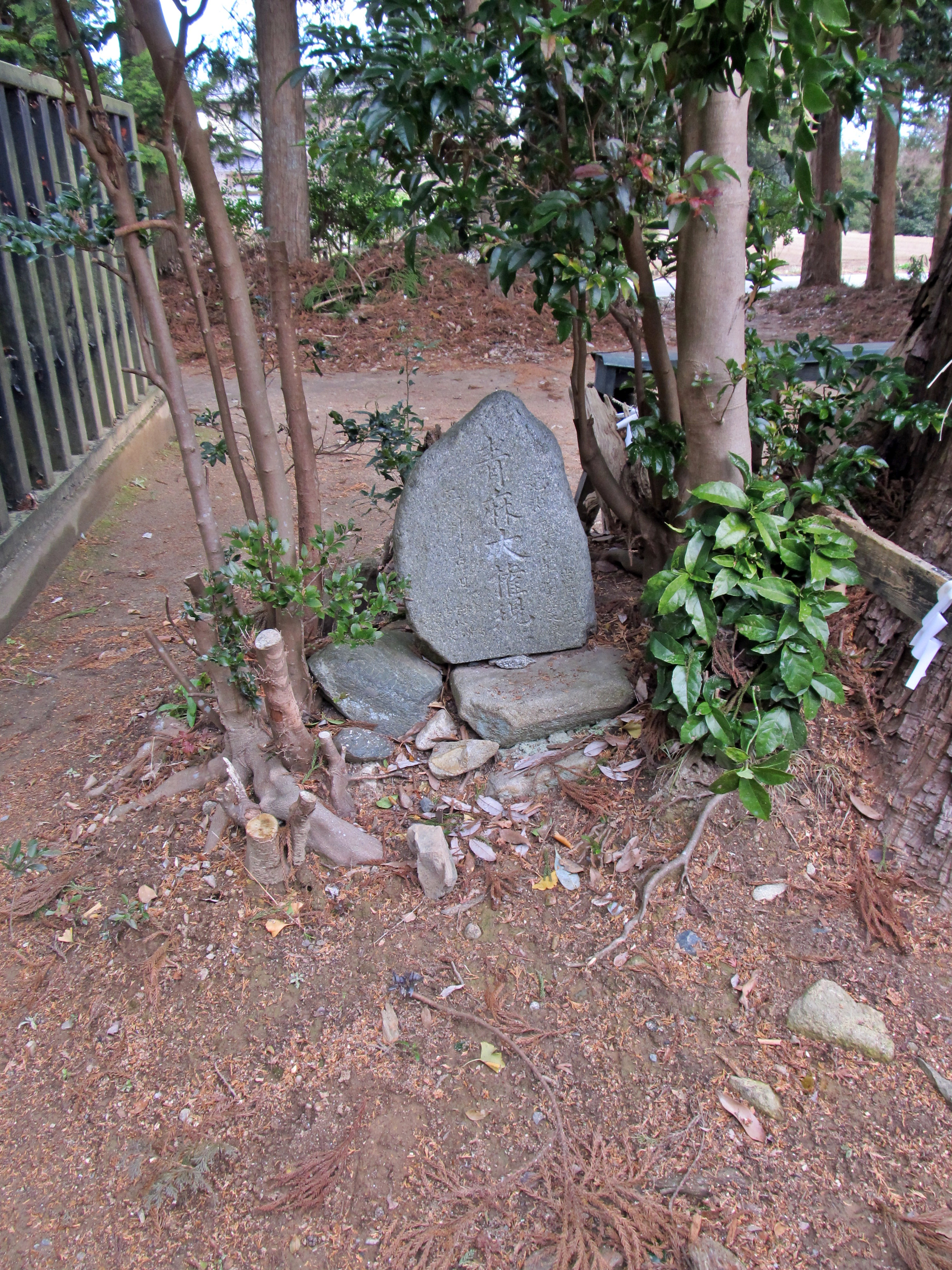
青麻大権現（青麻神社）の石碑
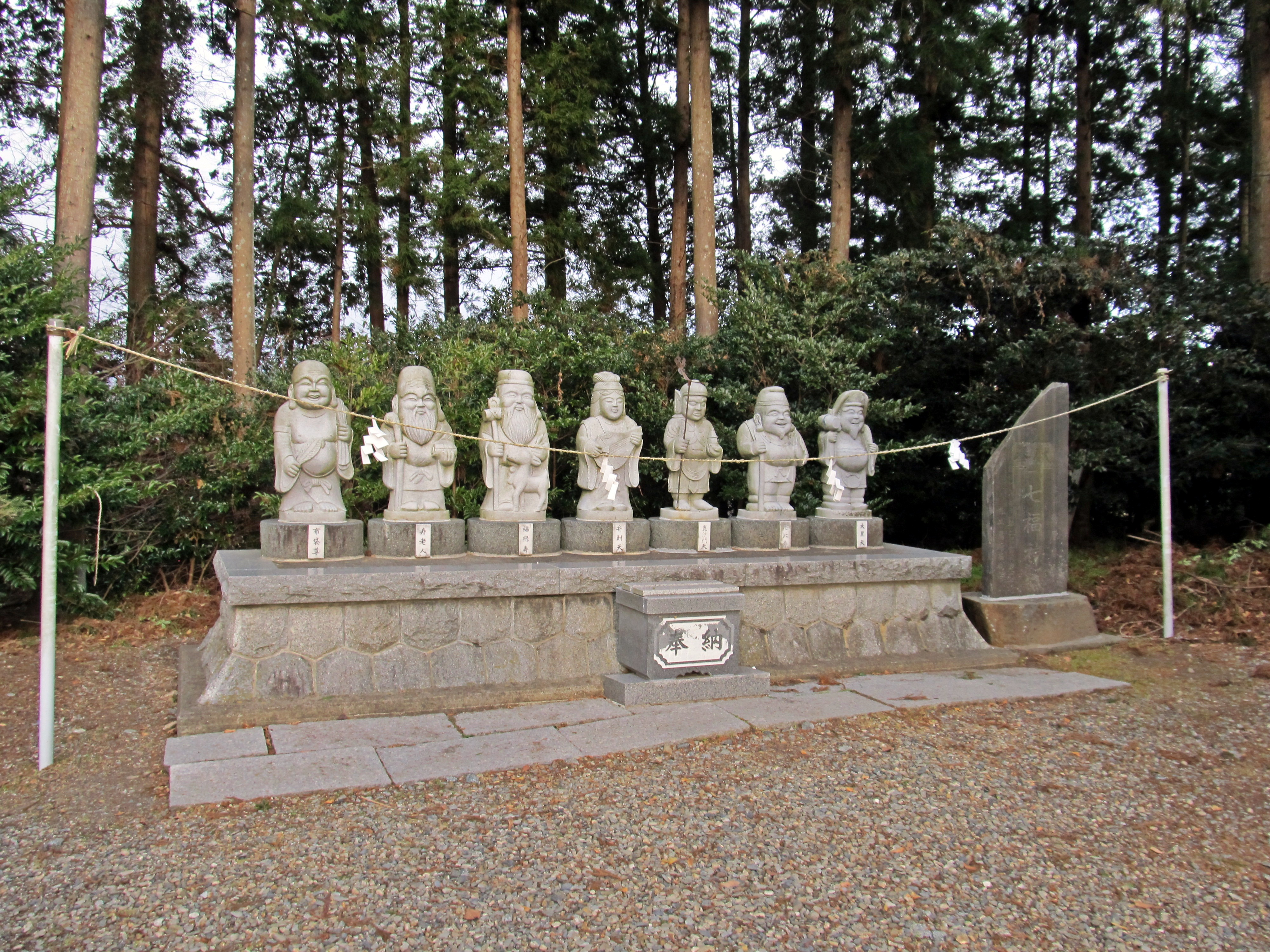
七福神の石像
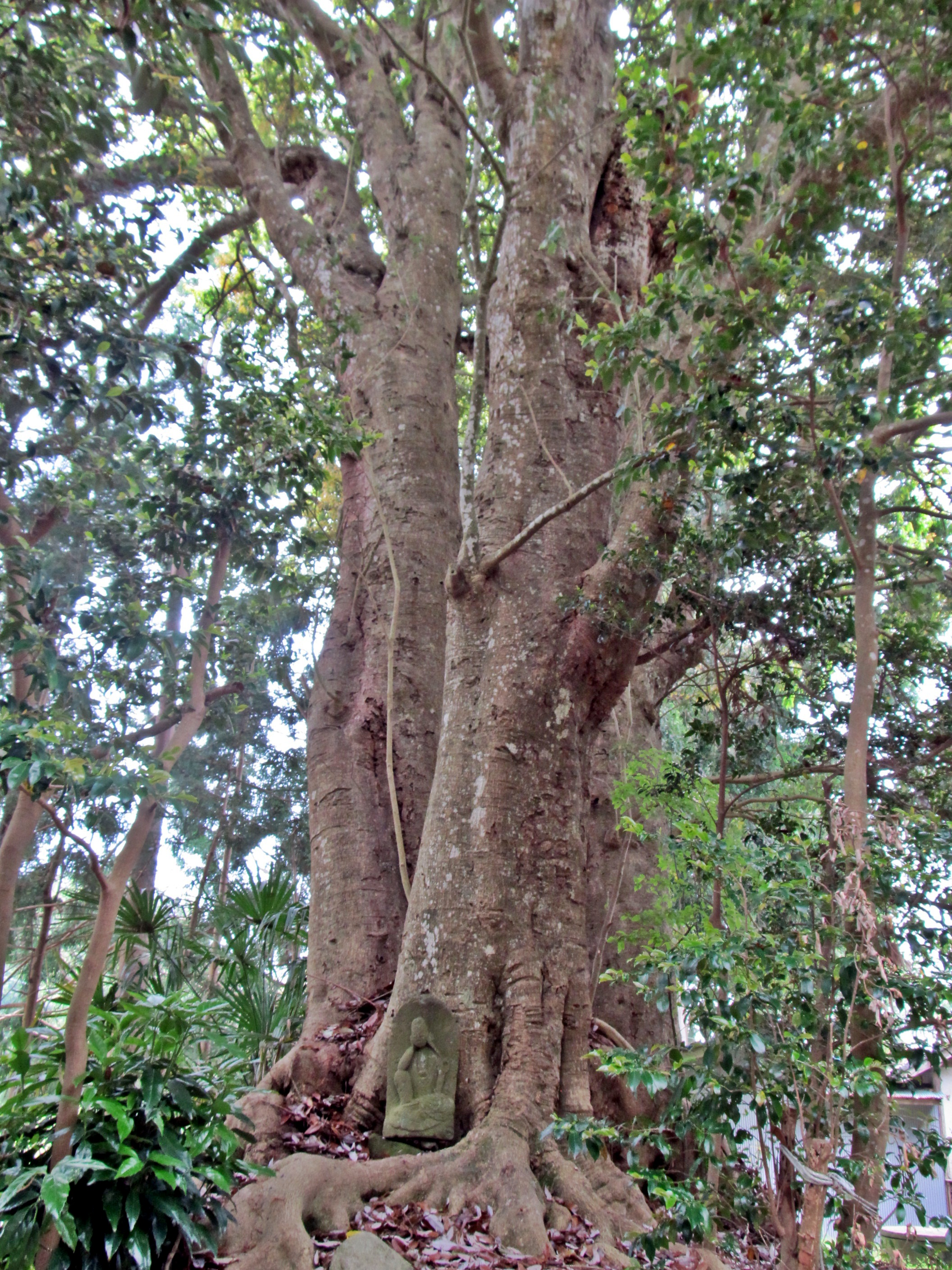
神木と仏像

## 貴船神社（多珂神社論社）
南相馬市小高区の相馬小高神社近くに鎮座する。祭神は高龗神・闇龗神である。

### 歴史
貴船神社の創建時期は不明だが、元亨3年（1323年）以前から信仰されていたとされ、『奥相志』によれば、神体を収めた箱には保延五己未年8月に造営されたという銘文があるという記述がある。なお、神体は「龍にまたがり白衣を着た像」であるとされる。文治5年に相馬師常が行方郡を領地とすると、貴船神社を郡内の総社とし、社殿の修飾を行うなど篤く信仰した。貴船神社は、主に祈雨・止雨、五穀豊穣、開運出世、武術の神として信仰されていた。
『奥相志』によれば、南小高邑の貴布禰（貴船）社内に多珂神社があったという。宮方二尺五寸の社殿であった。景行天皇の時代に勧請された神社で、祭神は伊弉諾尊と高皇産霊尊の二座、相殿神として蚕養明神を祀っていた。
文化12（1815年）乙亥年、相馬藩主である相馬益胤は、祠官社家と渡部美綱という者に行方郡内の式内社八座を調査し特定するよう命じた。渡辺美綱は、延喜式内名神大社とされる多珂神社は、高邑の光明寺境に鎮座する鷹大明神であると報告した。その報告に対し、小高邑の貴布禰社の祠官である高玉丹波という者が、多珂神社は小高邑に鎮座する小祠であると上稟した。
それによれば、多珂神社は三種の神器のうちの八尺瓊勾玉を地主神として勧請した神社であり、古より小高村の地主神であると報告した。祠官家の先祖は元々は「多珂玉」と名乗っていたが、多珂神社に憚って「高玉」と名乗るようになった。多賀信仰の総本社である滋賀県の多賀大社は「お多賀さま」と呼ばれており、小高郷の名前は、鎮座する多珂神社を「御多珂」と称したことにちなむという。高玉氏は小高区の相馬小高神社近くに鎮座する貴船神社と多珂神社の祭祀を司っており、貴船神社から十間ほどの小高邑二本松という場所に多珂神社が鎮座していた。その後、元禄年間に起きた洪水で多珂神社は流されたが、農夫が水中から祠を拾い上げて貴船神社の境内に合祀された。
以上の小高邑の多珂神社に関する由緒を高玉丹波が書き記して藩へと報告された。しかし、『奥相志』の記者によれば、
- 文化12年の藩による調査以前に行われた式内社比定調査では、小高邑の多珂神社は記録されていない
- 高邑の多珂神社の社家である島氏の記録は元禄15年の社家名簿や正徳年間の寺社問好誌にはあるが、高玉氏の記録は寛保元年以降に出てくる

など、高玉丹波の説は疑うべきところが多いとしている。
現在、貴船神社参道入口にある由緒書の石碑には、祭神は高龗神・闇龗神と記されており、多珂神社については同床同座で鎮座していると記述されている。

### 境内
- 境内
- 拝殿
- 本殿
流造。

## 関連地
相馬地方には上記二社の多珂神社を含めて五社の多珂神社があるという。

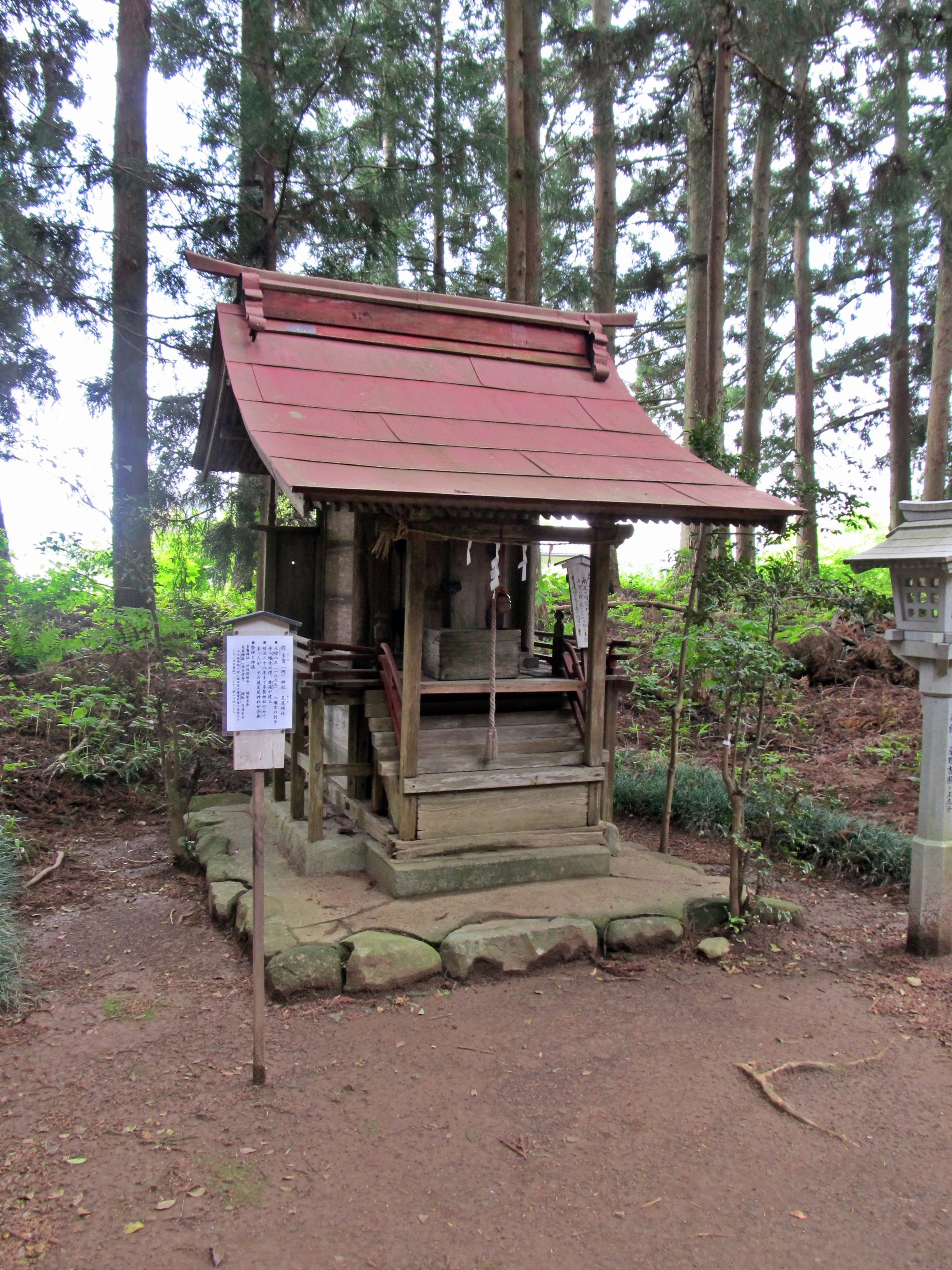
相馬市・涼ヶ岡八幡神社の境内社「多珂神社」

## 現地情報
所在地
- 多珂神社：福島県南相馬市原町区高城ノ内112|
- 貴船神社：福島県南相馬市小高区仲町2-50